# Morteza Fonounizadeh
Morteza Fonounizadeh (en persa: مرتضي فنونی زاده‎; Teherán, Irán; 23 de febrero de 1961) es un exfutbolista de Irán que jugaba en la posición de defensa.

## Carrera

### Club
| Periodo   | Club          |
| --------- | ------------- |
| 1980–1985 | Shahin FC     |
| 1985–1992 | Persepolis FC |
| 1992–1994 | Poora FC      |

### Selección nacional
Jugó para Irán en 16 ocasiones entre 1986 y 1990 sin anotar goles, participó en los Juegos Asiáticos de 1986 y en dos ocasiones en la Copa Asiática.

## Logros
- Copa Hazfi: 2

1987, 1992
- Liga de Teherán:

1984, 1986, 1987, 1988, 1989, 1990
- Recopa Asiática: 1

1990/91